# Unión Progreso y Democracia Cataluña
Unión Progreso y Democracia Cataluña (UPyD Cataluña) es la agrupación territorial de UPyD en Cataluña.

## Funcionamiento interno
El Consejo Territorial de UPyD en Cataluña, elegido el 7 de mayo de 2016 en elecciones internas, está formado por las siguientes personas:
- Coordinador territorial: Carlos Javier Silva Campañón
- Responsable de Organización: Roberto Raso Boluda
- Vocal: Bartolomé Fraile Cánovas
- Vocal: Celsa Cortijo Pérez
- Vocal: Iván Iglesias Ventureira
- Vocal: Montserrat Tonda Muñoz
- Vocal: Olegario Ortega Justicia

## Historia de la agrupación territorial

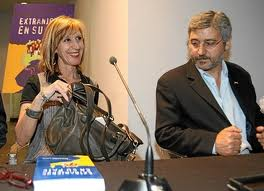
Rosa Díez y Antonio Robles, candidato a las autonómicas de Cataluña por UPyD en 2010.

En la primera participación en unos comicios, elecciones generales de 2008 los resultados de la formación en las cuatro circunscripciones catalanas fueron discretos, consiguiendo 6.252 votos, el 0.17% del total, encabezando la candidatura al Congreso por la circunscripción de Barcelona, Susana Patricia Bernuy Domínguez.
El medio digital El Confidencial informó el 11 de mayo de 2009 que, como consecuencia del acuerdo suscrito por Cs para presentarse en coalición a las elecciones al Parlamento Europeo de 2009 con otras fuerzas políticas, un número indeterminado de afiliados de Cs, descontentos con dicho acuerdo, habían solicitado individualmente su afiliación a UPyD, que gracias a ello lograba alcanzar la cifra de 600 afiliados en Cataluña.
En las elecciones autonómicas de 2010,  UPyD consiguió 5.293 votos (el 0,17 % del total) siendo candidato a presidir la Generalidad de Cataluña, Antonio Robles Almeida.

### Relaciones con Ciudadanos-Partido de la Ciudadanía

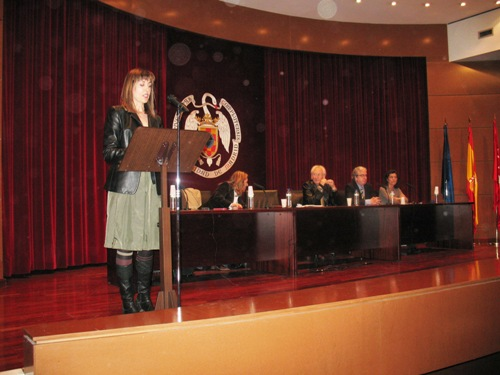
Teresa Giménez Barbat, miembro de UPyD y presidenta de Ciutadans de Cataluña.

En el segundo congreso del partido Ciudadanos-Partido de la Ciudadanía (Cs), la candidatura favorable a una fusión con UPyD encabezada por Luis Bouza-Brey y secundada por los intelectuales Arcadi Espada y Albert Boadella, entre otros, fue derrotada por la encabezada por Albert Rivera, que deseaba mantener la marca electoral en Cataluña.
Finalmente el 25 de octubre de 2007 se celebró una reunión entre los dirigentes de ambos partidos, en la cual UPyD le comunicó a Cs su intención de ir en solitario a las elecciones generales de 2008. Esta decisión se debió, según UPyD, a considerar a Cs un partido de «ámbito catalán», con una ideología de «centro-izquierda», y por unas declaraciones del redactor de su ideario, Francesc de Carreras, en las que manifestaba su apoyo a un referéndum consultivo sobre la independencia de Cataluña, siguiendo los principios expresados por el Tribunal Supremo de Canadá sobre Quebec en 1998. Pese a ello UPyD dejó la puerta abierta a una futura colaboración entre ambos partidos, pero no en forma de fusión o coalición.
En agosto de 2011, Cs decidió no concurrir en solitario a las elecciones generales que anticipadamente se celebrarían en noviembre. Solo lo haría en el caso de acompañar a UPyD, además de cualquier otra fuerza que quisiera sumarse, para configurar una tercera vía a nivel nacional que permitiese la gobernabilidad del país sin el apoyo del nacionalismo-independentismo de algunas regiones.

### Actividad postelectoral
Una vez transcurridos los compromisos electorales, UPyD Cataluña ha realizado diversas campañas informativas y actos públicos, como la difusión del Manifiesto por la Regeneración de la Democracia, La fuerza de la unión: Federalismo e igualdad o la campaña Lo que nos une. También los militantes han podido enviar a los delegados elegidos en votación para que participasen en la celebración del último congreso

## Resultados electorales
El resultado en la mayoría de elecciones a las que ha concurrido UPyD en circunscripciones catalanas - fueran de ámbito local, nacional o europeo - han sido muy discretas, si bien en las últimas elecciones generales llegó a sumar casi cuarenta mil votos en las cuatro provincias catalanas.

### Elecciones generales
En la ciudad de Barcelona UPyD obtuvo el 1,29% del voto. 1,26% en el total de la provincia de Barcelona. En la ciudad de Tarragona obtuvo el 1,74% del voto. En dichas elecciones UPyD obtuvo su mejor resultado hasta la fecha, llegando a casi los 40.000 votos y multiplicando por ocho su número de voto con respecto a las elecciones regionales de 2010.
| Elecciones                             | Votos  | %    | Diputado(s) | Referencias |
| -------------------------------------- | ------ | ---- | ----------- | ----------- |
| Elecciones generales de España de 2008 | 6.252  | 0,17 | 0           | [ 12 ]      |
| Elecciones generales de España de 2011 | 39.650 | 1,15 | 0           | [ 13 ]      |
| Elecciones generales de España de 2015 | 8.554  | 0,23 | 0           | [ 14 ]      |

### Elecciones municipales. Mayo de 2011
| Elecciones                                      | Votos | %    | Concejales | Referencias |
| ----------------------------------------------- | ----- | ---- | ---------- | ----------- |
| Elecciones al Ayuntamiento de Barcelona de 2011 | 1.470 | 0,24 | 0          |             |

### Elecciones autonómicas. Noviembre de 2010
En las elecciones autonómicas de 2010, los resultados en las cuatro circunscripciones electorales sitúan a UPyD como la 16.ª fuerza más votada, muy lejos de los resultados obtenidos en otras autonomías como País Vasco, donde en 2009 fue la 7.ª fuerza en número de votos con el 2,15% de los votos válidos emitidos, o Galicia donde en 2009 fue la 4.ª fuerza más votada con el 1,43% de votos emitidos, aunque no obtuvo representación.
| Elecciones                                   | Votos | %     | Diputado(s) | Referencias |
| -------------------------------------------- | ----- | ----- | ----------- | ----------- |
| Elecciones al Parlamento de Cataluña de 2010 | 5.293 | 0,17% | 0           | [ 15 ]      |

### Elecciones autonómicas. Noviembre de 2012
En las elecciones autonómicas de 2012, los resultados en las cuatro circunscripciones electorales sitúan a UPyD como la 13.ª fuerza más votada, quedando aún muy lejos de los resultados en otras elecciones autonómicas.
| Elecciones                                   | Votos  | %     | Diputado(s) | Referencias |
| -------------------------------------------- | ------ | ----- | ----------- | ----------- |
| Elecciones al Parlamento de Cataluña de 2012 | 14.614 | 0,40% | 0           |             |

### Elecciones europeas.
| Elecciones                               | Votos  | %    | Referencias |
| ---------------------------------------- | ------ | ---- | ----------- |
| Elecciones al Parlamento Europeo de 2009 | 15.720 | 0,80 | [ 16 ]      |
| Elecciones al Parlamento Europeo de 2014 | 32.686 | 1,30 | [ 16 ]      |